# Formula One Group
Die Formula One Group ist eine Unternehmensgruppe, die für die Werbung und kommerzielle Verwertung der Formel-1-Weltmeisterschaft verantwortlich ist. Die Rechte an der Formel-1-Weltmeisterschaft sind Eigentum des Veranstalters, der Fédération Internationale de l’Automobile (FIA).
Die Formula One Group geht auf das Concorde Agreement zurück. Neben der Formula One Administration Ltd. (FOA) sind die Formula One Management Ltd. (FOM) und die Formula One Licensing BV (FOL) operative Unternehmen der Formula One Group, die rund 200 Mitarbeiter hat und im Jahr 2009 einen Umsatz von 1,1 Milliarden Euro machte.
Im Januar 2017 wurde das Unternehmen von Liberty Media übernommen, bis dahin waren die Familie von Bernie Ecclestone sowie wechselnde Medienkonzerne, Banken und Investmentgesellschaften die Eigentümer. 

## Geschichte

### Concorde Agreement
Das Concorde-Agreement von 1981 erkannte die FIA (respektive die FISA), sowohl als oberstes regelgebendes Organ als auch den Inhaber der kommerziellen Rechte der Formel-1-Weltmeisterschaft an, wobei die kommerziellen Rechte an die FOCA verliehen wurden. Somit hatte die FISA die volle Kontrolle über das technische Reglement. Die Fernsehübertragungsrechte wurden von der FOCA verwaltet, und die Einkünfte daraus verteilt. Die Rennen wurden zu einheitlichen Events und der Sport professioneller. Ab 1982 vermietete die FOCA die Übertragungsrechte an die Europäische Rundfunkunion und brachte diese dazu, nicht mehr nur einzelne, sondern künftig alle Rennen zu übertragen. Das Interesse am Sport stieg stark an, Sponsoren wurden an Land gezogen und brachten viel Geld in die Kassen der Teams.
Bernie Ecclestone gründete 1987 die Firma Formula One Promotions and Administration (FOPA), die im Zuge des zweiten Concorde Agreements die kommerziellen Rechte von der FOCA weiterverliehen bekam. Von den Fernsehgeldern flossen nun 47 Prozent an die Teams und 30 Prozent an eine Firma names Allsopp, Parker & Marsh, die ihrerseits einen Teil an die FIA abgab. Die restlichen 23 % behielt die FOPA für sich. Zusätzlich flossen sämtliche Gelder aus den Grand-Prix-Gebühren in die FOPA, dafür übernahm sie die finanziellen Sicherheiten und die Preisgelder.
Ende 1995 unterzeichnete die FIA einen Vertrag mit Ecclestone, wodurch die kommerziellen Rechte ab 1997 nicht mehr an die FOCA, sondern direkt an sein Unternehmen verliehen wurden. Von den Fernsehgeldern leitete Ecclestone zunächst weiterhin 47 Prozent an die Teams weiter, von den Grand-Prix-Gebühren wurde das Preisgeld finanziert.

### Erster Verkauf von Anteilen
1996 wurde seitens Ecclestone die SLEC Holdings mit Sitz in Jersey als Holding der Formel-1-Firmen gegründet. Diese Firma war benannt nach Slavica Ecclestone, Ecclestones damaliger Ehefrau und gehörte zunächst vollständig der ebenfalls von Ecclestone gegründeten Bambino Holdings (italienisch Kind). Ecclestone übertrug seiner Frau Slavica sämtliche seiner Anteile an den Formel-1-Firmen in Vorbereitung eines für 1997 geplanten Börsenganges.
Im Oktober 1999 erwarb Morgan Grenfell Private Equity (MGPE) 12,5 % von SLEC zum Kaufpreis von 234 Millionen Pfund Sterling. Im Februar 2000 erwarb Hellman & Friedman einen weiteren Anteil von 37,5 % an SLEC für 625 Millionen Pfund, gemeinsam mit den Anteilen von MGPE wurde daraus die Holding Speed Investments, die 50 % der Anteile an SLEC hielt und ihren Sitz ebenfalls auf Jersey hatte. Später wurde der Anteil an SLEC auf 75 Prozent erhöht. Im März 2000 erwarb EM.TV Speed Investments für rund 1,1 Milliarden Pfund Sterling (umgerechnet 3,3 Milliarden DM).
Die Kirch-Gruppe übernahm 2001 die Anteile von EM.TV, die sich mit dem Kauf der Anteile nach Einschätzung von Finanzexperten stark übernommen hatte. Durch die Insolvenz der Kirch-Gruppe fiel Speed Investments an die Bayerische Landesbank, JPMorgan Chase & Co. sowie Lehman Brothers.
Zum Jahreswechsel 2005/2006 war die SLEC Holdings Ltd. im Besitz von Bambino Holding und Speed Investments, die zu 62,2 % der Bayerischen Landesbank und zu jeweils 18,9 % JPMorgan sowie Lehman Brothers gehörte.

### Verkauf an CVC Capital Partners
Anfang 2006 beantragte CVC Capital Partners erfolgreich, Speed und SLEC kaufen zu dürfen. Die Neugründungen Alpha Topco Ltd. und Alpha Prema UK Ltd. sollten an ihre Stelle treten. Bambino und das Management der Formula One Group wurden oder blieben vielmehr Miteigentümer. Den Unternehmen mit Alpha im Namen folgte eine Kette von Gründungen.
Zum Jahreswechsel 2010/2011 gehörte der Delta Topco Ltd. auf Jersey über die Delta 2 (Lux) Sarl in Luxemburg die Delta 3 UK Ltd., der über die Alpha D2 Ltd. die Alpha Prema UK Ltd. gehörte, welcher die SLEC Holdings Ltd. auf Jersey gehörte, der die Formula One Administration Ltd. gehörte. CVC Capital Partners konnte letztlich nicht die Anteile von JPMorgan sowie Lehman Brothers übernehmen und gab 2011 etliche Anteile an drei andere Investmentgesellschaften ab. 35,1 % der Anteile blieben im Besitz von CVC Capital Partners. Daneben waren weiterhin Bernie Ecclestone und die Bambino Holding, der US-Bundesstaat Texas (über Lehrer-Rentensystem-Fonds), die FIA und mehrere Einzelpersonen im Besitz kleinerer Anteile der Delta Topco Ltd.

### Verkauf an Liberty Media
Nachdem Liberty Media im September 2016 zunächst 18,7 Prozent der Anteile von CVC Capital Partners für 1,1 Milliarden US-Dollar übernahm, erfolgte im Januar 2017 die vollständige Übernahme zum Kaufpreis von 4,4 Milliarden US-Dollar. Zusätzlich wurden seitens Liberty Media bestehende Verbindlichkeiten in der Höhe von 4,1 Milliarden US-Dollar übernommen.
Im Zuge der Übernahme wurde Bernie Ecclestone als Geschäftsführer des Unternehmens durch Chase Carey als CEO ersetzt.